# Realizm jutlandzki
Realizm jutlandzki (duń. Den jyske bevægelse) to przypadający na koniec XIX wieku trend w duńskiej literaturze.
Lata 90. XIX wieku to okres modernizacji wsi duńskiej i wzrostu samoświadomości i poziomu wykształcenia chłopstwa. Mocno przyczyniły się do tego założone przez Mikołaja Grundtviga uniwersytety ludowe. Większość pisarzy chłopskich tego okresu wywodziła się z Jutlandii; stąd nazwa stworzonego przez nich kierunku w literaturze duńskiej: realizm jutlandzki. Pisarze ci z jednej strony zajmowali się nierównościami społecznymi na wsi oraz etnografią wsi duńskiej, z drugiej zaś odznaczali się niechęcią do postępu technicznego wsi i wikłali się w problemy o charakterze nacjonalistycznym i religijnym.
Do najwybitniejszych przedstawicieli gatunku należeli Jeppe Aakjær, jego żona Marie Bregendahl, Johan Skjoldborg, Thøger Larsen, Jakob Knudsen oraz nagrodzony Nagrodą Nobla w dziedzinie literatury Johannes Jensen.
Zobacz też: literatura duńska